# SV Schwerin 03
Le SV Schwerin 03 fut un club allemand de football localisé à Schwerin dans le Mecklembourg, de nos jours dans le Mecklembourg-Poméranie antérieure.
Il fut le fruit d’une fusion, en 1938, entre le Schweriner FC 03 et le VfB Schwerin.

## Histoire

### Schweriner FC 03
Le club fut créé sous l’appellation Schweriner FC 03 fut fondé en 1903. L’année suivante, il fut l’initiateur et un des fondateurs de la Mecklenburgischer Fußball-Bund (MFB). Cette ligue participa à la création, en avril 1905, de la Norddeutscher Spiel-Verband (NSV), puis en devint un Bezirk (district).
Le Schweriner FC 03 joua alors dans les différentes ligues locales placées sous l’égide de la NSV.
À partir de 1907, le club atteignit six fois la finale du Championnat d’Allemagne du Nord mais ne le remporta jamais et ne put onc pas participer au tour final du championnat national.
De 1929 à 1933, le FC 03 fut versé dans l’Oberliga Lübeck-Mecklenburg. Il en remporta le dernier titre. Cette ligue, comme toutes les fédérations régionales, fut dissoute après l’arrivée au pouvoir des Nazis.
Le régime hitlérien, par l’entremise du DRL/NSRL, réforma les compétitions et créa seize ligues régionales appelées Gauliga.
Champion de l’Oberliga Lübeck-Mecklenburg, le Schweriner FC 03 fut versé dans la Gauliga Nordmark. Il fut relégué après une seule saison. En 1938, le club fut prié de fusionner avec son voisin du VfB Schwerin pour former le SV Schwerin 03.

### VfB Schwerin
Le club fut fondé en 1904 sous l’appellation FC Vorwärts Schwerin 1904. Ses couleurs étaient Vert et Blanc. Il fut un des fondateurs de la Mecklenburgischer Fußball-Bund (MFB) – voir ci-dessus.
En 1920, le club fut renommé SC Vorwärts 04 Schwerin, puis peu après il fut rebaptisé VfB Schwerin.
Le club remporta deux fois le titre de l’Oberliga Lübeck-Mecklenburg, ce qui lui valut de prendre part au tour final du Championnat d’Allemagne du Nord.
- En 1938, le Vfb fusionna avec son voisin du Schweriner FC 03 pour former le SV Schwerin 03

### SV Schwerin 03
Le club fusionné monta en Gauliga pour la saison 1939-1940, mais en redescendit aussitôt.
En 1942, la Gauliga Normark fut scindée en trois ligues distinctes. L’une d’elles fut la Gauliga Meckenburg. Le SV Schwerin 03 y évolua lors des deux dernières saisons jouées pendant la Seconde Guerre mondiale.
En 1945, le club fut dissous par les Alliés, comme tous les clubs et associations allemands (voir Directive n°23). Il fut ne fut jamais reconstitué.

## Palmarès

### Schwerin FC 03
- Champion de la Mecklenburgischer Fußball-Bund: 1905, 1907.
- Champion de l’Oberliga Lücbeck-Mecklenburg: 1933.

### VfB Schwerin
- Champion de l’Oberliga Lücbeck-Mecklenburg: 1929, 1930.

## Sources et liens externes
- Hardy Grüne (2001): Vereinslexikon – Enzyklopädie des deutschen Ligafußballs –  Band 7. Kassel: AGON Sportverlag,  (ISBN 3-89784-147-9).
- Archives des ligues allemandes depuis 1903
- Base de données du football allemand
- Site de la Fédération allemande de football